# Juicio por abusos rituales satánicos de Oak Hill
El juicio por abusos rituales satánicos de Oak Hill tuvo lugar en Oak Hill, Austin, Texas, en 1991, cuando Fran Keller y su marido Dan, propietarios de una pequeña guardería, fueron acusados de abusar repetida y sádicamente de varios niños.
Los Keller fueron condenados por múltiples cargos y sentenciados a 48 años de prisión, pero fueron liberados en 2013 sobre la base de nueva información  revelada acerca de las malas prácticas de la fiscalía y otras autoridades. Los cargos contra ellos fueron desestimados en 2017, y los Keller fueron declarados "realmente inocentes", lo que les dio derecho a una indemnización por los años perdidos de sus vidas.

## Visión general
En el verano de 1991, el terapeuta de una niña de tres años que estaba siendo tratada por problemas de comportamiento debido al divorcio de sus padres alegó que los Keller habían abusado sexualmente de la niña. La madre de la niña se puso en contacto con la policía, que alertó al fiscal del caso, quien se puso en contacto con un amigo cuyo hijo también estaba inscrito en la guardería y era tratado por el mismo terapeuta. Durante el tiempo que duró el juicio, otros dos niños de la guardería hicieron acusaciones similares. Según los niños, la pareja les servía Kool-Aid con sangre y les obligaba a mantener relaciones sexuales grabadas con adultos y otros niños. Los Keller, dijeron, a veces llevaban túnicas blancas y encendían velas antes de hacerles daño. Los niños también acusaron a los Keller de obligarles a ver o participar en el asesinato y desmembramiento de gatos, perros y un bebé que lloraba. Se desenterraban cadáveres en los cementerios y se cavaban nuevos agujeros para ocultar los animales recién matados y, en una ocasión, se disparó a un transeúnte adulto y se le desmembró con una motosierra. Los niños recordaron varios viajes en avión, incluido uno a México, donde sufrieron abusos sexuales por parte de los soldados antes de regresar a Austin a tiempo para reunirse con sus padres en la guardería.
Un adulto, que había afirmado recientemente haber recuperado recuerdos de abusos rituales en su infancia, afirmó que se trataba de un ejemplo de abuso ritual satánico, y los padres empezaron a ponerse en contacto entre sí, para acabar iniciando una causa judicial. Con la información recopilada por Believe the Children, una organización creada por los padres implicados en el anterior juicio del niño  de preescolar McMartin, los niños matriculados en la guardería de los Keller fueron interrogados repetidamente por padres, terapeutas y agentes de la ley como parte de la investigación.
La sospecha se extendió a los funcionarios públicos, incluidos los agentes de policía; el exmarido de una agente fue interrogado durante varias horas y se sometió a dos pruebas de polígrafo, confesando finalmente los abusos a menores (pero no los rituales), aunque se retractó de la confesión a la mañana siguiente. Tras esta confesión, los Keller huyeron del estado, explicando más tarde que su decisión se basaba en las sentencias draconianas impuestas a otros cuidadores de día con acusaciones similares. A los niños se les diagnosticó un trastorno de identidad disociativo.
Los Keller se enfrentaron a un juicio de seis días. La primera niña, cuyo testimonio inició la investigación contra los Keller, afirmó que en realidad no se había producido ningún abuso, pero que había sido entrenada para afirmar que sí se había producido. La única prueba física de los abusos en el caso fue presentada por el Dr. Michael Mouw, un médico de urgencias del Hospital Brackenridge que examinó a la niña de 3 años en 1991 la noche en que acusó por primera vez a Dan Keller de abusos. Mouw testificó en el juicio de los Keller que encontró dos desgarros en el himen de la niña consistentes con el abuso sexual y determinó que las lesiones tenían menos de 24 horas. Tres años después del juicio, mientras asistía a un seminario médico, Mouw dijo que una presentación de diapositivas sobre los himen pediátricos "normales" incluía una foto que era idéntica a la que había observado en la niña. En 2013, en un nuevo juicio, Mouw dijo bajo juramento en términos inequívocos: "Me equivoqué".
Los Keller fueron declarados culpables y condenados a 48 años cada uno.
Fran Keller fue a una prisión cerca de Marlin, Texas, mientras que Dan Keller fue a una prisión cerca de Amarillo, Texas.

## Revaluación
La investigación posterior del caso reveló graves problemas: no había pruebas físicas de los abusos, una confesión retractada que el agente investigador no creyó, exámenes médicos defectuosos de los niños, el testimonio de un dudoso "experto" en abusos rituales satánicos y la ocultación de información por parte de la fiscalía a la defensa. En términos más generales, desde 1991 se ha comprendido mejor la falta de fiabilidad de los testimonios de los niños y que los niños pequeños son fácilmente sugestionables, lo que significa que un interrogador poco ético o simplemente incompetente puede conseguir fácilmente afirmaciones descabelladas y falsas de los niños.
El 26 de noviembre de 2013, la oficina del fiscal del distrito del condado de Travis anunció que Fran Keller, que ahora tiene 63 años, quedaba en libertad bajo fianza y que su marido, Dan Keller, que fue condenado al mismo tiempo, sería liberado en una semana en un acuerdo alcanzado con los abogados. "Hay una probabilidad razonable de que el falso testimonio (del experto médico) haya afectado al juicio del jurado y haya violado el derecho de Frances Keller a un juicio justo", dijo el fiscal del distrito.
El 20 de junio de 2017, la oficina del fiscal del condado de Travis anunció que el caso contra los Keller había sido desestimado, alegando su inocencia real. Este fallo les hizo merecedores de una indemnización por parte del estado de Texas por los 21 años que pasaron en prisión. En agosto de 2017 se les concedió una indemnización de 3,4 millones de dólares por la condena injusta.

### Otras lecturas
- Smith, Jordan (27 de marzo de 2009). «The Satanic Abuse Scare». Consultado el 1 de febrero de 2014.
- Fran Y Dan Keller hablan sobre sus condenas y liberación en KXAN

- Datos: Q7073593